# Mastkatti, Kushtagi
Mastkatti là một làng thuộc tehsil Kushtagi, huyện Koppal, bang Karnataka, Ấn Độ.